# Rivière Dandurand
Rivière Dandurand är ett vattendrag i Kanada.   Det ligger i provinsen Québec, i den sydöstra delen av landet, 290 km norr om huvudstaden Ottawa. Rivière Dandurand ligger vid sjön Lac Mauser.
I omgivningarna runt Rivière Dandurand växer i huvudsak blandskog. Trakten runt Rivière Dandurand är nära nog obefolkad, med mindre än två invånare per kvadratkilometer.